# Designakademie Rostock

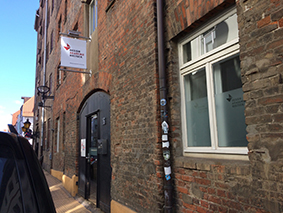
Designakademie Rostock Strandstr. (2017)

Die Designakademie Rostock ist eine private und staatlich anerkannte Berufsfachschule und Ersatzschule sowie staatlich genehmigte Ergänzungsschule in Rostock.

## Beschreibung
Standort der Schule ist ein mittelalterliches Speichergebäude am Rostocker Stadthafen in der Strandstraße 26. Das GameDesign Department liegt in der Strandstr. 104/105.
Schulträger ist die ecolea Berufliche Schulen gGmbH mit Sitz in Rostock.

## Ausbildungsgänge
Es werden Ausbildungsgänge in den Fachbereichen Illustration, 3D/Game-Design, Bühnen- und Kostümbild und Art-Direction/Mediengestaltung angeboten. Der Ausbildungsgang Art-Direktion/Mediengestaltung bietet zwei staatliche Abschlüsse zum Gestaltungstechnischen Assistenten und den IHK-Mediengestalter-Abschluss. Illustratoren und 3D/Game-Designer erhalten das Akademie-Diplom. Inhaltlich sind die Ausbildungsgänge ausgerichtet auf die Themen Kommunikation, Gestaltung, Marketing, Werbung, Design, Game-Design, 3D-Visualisierung, Bühnenbild und Kostümbild. Die Designakademie bildet Fach- und Nachwuchsführungskräfte der Kreativ-, Bühnen- und Designwirtschaft aus. Seit dem Sommersemester 2021 wird der Bachelor (B.A.) Kommunikationsdesign in Kooperation mit der Berufsakademie Nord in Hamburg angeboten. Der Bachelor startete mit 40 Bachelor-Studierenden.

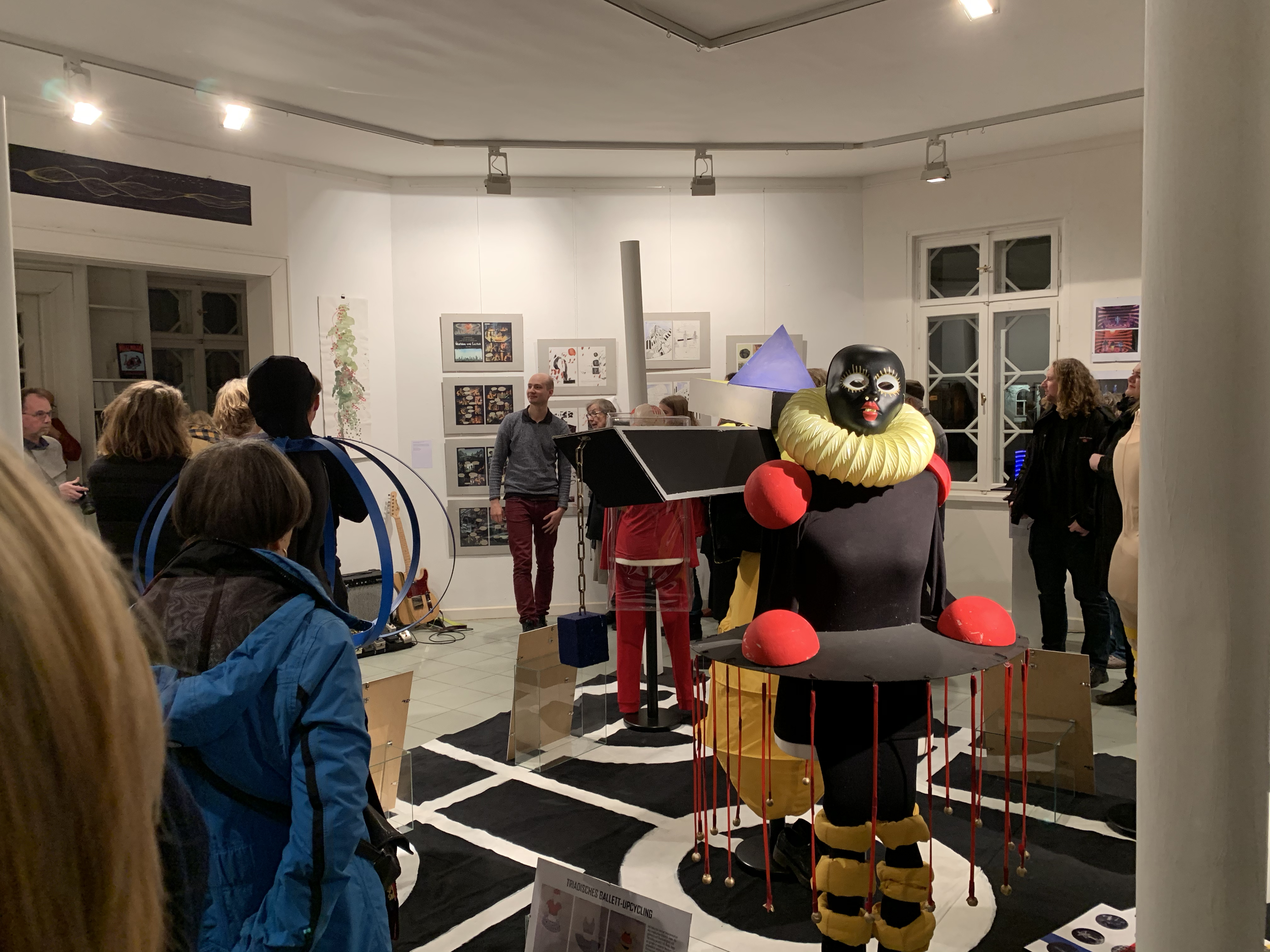
Ausstellung zum Thema Triadisches Ballett in Anlehnung an das Bauhaus.

Die Designakademie Rostock bietet die Ausbildung Bühnen- und Kostümbild an.